# Haliplus harminae
Haliplus harminae is een keversoort uit de familie watertreders (Haliplidae). De wetenschappelijke naam van de soort is voor het eerst geldig gepubliceerd in 1990 door Vondel.